# Диверсант (телесериал)
«Диверса́нт» — российский телесериал 2004 года, снятый по одноимённому роману Анатолия Азольского. В дальнейшем были сняты продолжения телесериала: «Диверсант. Конец войны» ( 2007 года ), «Диверсант. Крым» ( 2020 года ) и «Диверсант. Идеальный штурм» ( 2022 года ).
Премьера состоялась 6 сентября 2004 года в 22:30 на Первом канале. Заключительная серия вышла в эфир 9 сентября 2004 года.

## Сюжет
1942 год. Молодые выпускники разведшколы, 18-летний Лёня Филатов и 20-летний Алексей Бобриков, направляются в расположение части на попутном грузовике. Оба молоды и полны жизни. Мечтают о победе и о том, что закончат войну полковниками. Но вдруг — вражеский обстрел. В результате перестрелки с немцами в живых остаются Лёня Филатов и сержант-попутчик
Алёша. Имея свои личные причины как можно скорее попасть в Берлин, сержант просит Филатова отдать ему красноармейскую книжку и все документы погибшего Бобрикова, чтобы «его имя продолжало бить фашистов».
Потрясённый смертью товарища, Лёня не в состоянии понять, насколько странно звучит эта просьба, и чем его собственное согласие может обернуться впоследствии.

## В ролях
- Алексей Бардуков — младший сержант / младший лейтенант / старший лейтенант / капитан Леонид Михайлович Филатов
- Владислав Галкин — старший лейтенант / капитан / майор Григорий Иванович Калтыгин
- Кирилл Плетнёв — младший сержант / младший лейтенант / старший лейтенант / капитан Алексей Петрович Бобриков
- Андрей Краско — майор Василий Сергеевич Лукашин
- Михаил Ефремов — подполковник Костенецкий
- Ксения Кузнецова — радистка Татьяна Скрябина, младший сержант
- Александр Лыков — Сергей (Чех), сотрудник ГРУ
- Владимир Меньшов — генерал военной разведки Калязин
- Тадеуш Парадович — немецкий генерал
- Вилле Хаапасало — Вильгельм
- Рената Литвинова — начальник школы радисток
- Марина Яковлева — Клавдия
- Юрий Цурило — начальник санитарного поезда
- Наталья Иванова-Фенкина — медсестра
- Виктор Косых — водитель полуторки
- Алексей Солончев — настоящий младший сержант Алексей Петрович Бобриков (в начале фильма)
- Валерий Баринов — генерал
- Андрей Зибров — лейтенант-дознаватель
- Андрей Смоляков — майор-дознаватель
- Игорь Ливанов — полковник Богатырёв
- Игорь Лифанов — капитан Свешников
- Валерий Иваков — капитан-связист
- Александр Стефанцов — лейтенант
- Сергей Макаров — старшина
- Андрей Толубеев — член Военного совета
- Екатерина Редникова — Любовь, хозяйка-молодуха
- Владимир Богданов — полковник
- Сергей Пинегин — генерал-майор Кирюхин
- Виктор Вержбицкий — майор Векшин, следователь военной прокуратуры
- Николай Чиндяйкин — генерал-лейтенант Воронков
- Станислав Микульский — Янек, водитель-поляк
- Юрий Макеев — солдат-конвоир
- Вячеслав Титов — лётчик
- Нодар Мгалоблишвили (озвучивание: Армен Джигарханян) — московский генерал
- Владимир Качан — полковник

## Производство
- В одном из эпизодов фильма герой В. Галкина при совершении марш-броска поёт песню, что является аллюзией на действия героя его отчима в фильме «В зоне особого внимания», снятого тем же режиссёром. Эпизод, когда немцы окружают разведгруппу в болоте и через громкоговорители предлагают сдаться — почти точная цитата из того же фильма.
- В фильме снимался последний в России на тот момент летающий самолёт Ли-2 (бортовой номер 01300 ФЛА РФ), после съёмок он разбился[2] 26 июня 2004 года под Заозёрьем.
- В начале фильма, массовкой служили разведчики учебной роты 45 гв.ОРП СпН

## Награды и номинации
- Номинирован на премию ТЭФИ за 2005 год в разделе «Лучшие телевизионные фильмы и мини-сериалы».
- Номинирован на премию «Золотой орёл» за 2005 год в разделах[3]:
  - «Лучший мини-сериал»
  - «Лучшая мужская роль на телевидении» (Владислав Галкин)

## Описание серий

### 1 серия
Младшие сержанты разведчики Леонид Филатов (Алексей Бардуков) и Алексей Бобриков, только что закончившие разведшколу, направляются в свою войсковую часть для прохождения службы. Они просят шофёра полуторки (Виктор Косых) довезти их до части. Шофёр соглашается. По пути он также подбирает сержанта-пехотинца, сбежавшего из госпиталя и возвращающегося в свою часть; все трое едут в кузове машины. Внезапно на дороге обнаруживается огромная воронка от взрыва, водитель пытается проехать по другой дороге, и сам того не ведая, въезжает на территорию, контролируемую немцами. Грузовик попадает под обстрел и в результате взрыва бомбы переворачивается. Водитель и Бобриков погибают от взрыва, а оставшиеся в живых Филатов и сержант-попутчик (Кирилл Плетнёв) ложатся на землю неподалёку, чтобы осмотреться. Филатов возвращается к машине, чтобы убедиться, что водитель мёртв, в это время попутчик накрывает куском ткани погибшего Бобрикова и забирает у него из кармана его документы; затем он забирает винтовку водителя и прицеливается в двоих немцев, подъезжающих на мотоцикле к месту взрыва. Заметив, что сержант медлит, Филатов выхватывает у него винтовку и убивает обоих немцев. Вслед за мотоциклом появляется немецкий бронетранспортёр, и выжившим приходится убегать. Они прячутся в лесу и только тут знакомятся. Попутчик говорит, что его, как и погибшего Бобрикова, зовут Алексеем и показывает Филатову документы погибшего Бобрикова, а затем просит разрешить ему воспользоваться ими, так как ему очень нужно попасть в Берлин, на улицу Leipziger Straße, дом 13, — он имеет с обитателями этого дома особые счёты. Филатов не соглашается. На следующее утро они добираются до заброшенной железнодорожной станции. Пронаблюдав 2 часа из леса и никого не увидев, они приходят к выводу, что на станции никого нет и обыскивают её; единственный солдат, оставленный немцами в карауле, остаётся незамеченным. Найдя перевёрнутую дрезину, они хотят поставить её на рельсы, но она оказывается слишком тяжёлой, и попутчик отправляется искать что-нибудь, что можно использовать как рычаг. Немец, вооружённый автоматом, подкрадывается к Леониду сзади, и когда тот оборачивается, хочет застрелить его, но у него от волнения трясутся руки; внезапно подошедший сзади Алексей спасает товарища, убивая немца кинжалом в спину. Так и не перевернув дрезину, они уходят в лес. Филатов надеется, что им полагаются награды за то, что они убили троих немцев и захватили автомат караульного, но Алексей говорит ему, что все трофеи надо оставить в яме в лесу, завёрнутыми в плащ-палатку немца, и засыпать, чтобы никто не знал, что они «с немецкой стороны пришли». Они добираются до сгоревшей деревни на территории, контролируемой советской армией, где попадают в засаду и оказываются схваченными. Командир требует назвать себя, Алексей называет себя Бобриковым и говорит, что его документы в кармане у Филатова; тот его не выдаёт. Обоих отправляют в часть, где их принимает майор Лукашин (Андрей Краско), а подполковник Костенецкий (Михаил Ефремов) проверяет их на знание немецкого языка. Выясняется, что у Филатова, мать которого была учительницей немецкого в школе, прекрасное знание языка, у «Бобрикова» владение языком не настолько совершенное, но ярко выраженное берлинское произношение. Сержанты поступают на обучение к старшему лейтенанту Калтыгину (Владислав Галкин).
Калтыгин тренирует Филатова и Бобрикова; в свободное время Филатов в качестве дополнительной тренировки бегает — он привык каждый день бегать не меньше, чем по 10 км. Однажды на пробежке он встречает девушку Таню — ученицу из школы радисток, бегающую вместе с собакой. Леонид и Таня сразу влюбляются друг в друга.
У опытных разведчиков из группы Калтыгина, вернувшихся с задания, случается нервный срыв, и их отправляют в больницу. Командование приказывает срочно выполнить задание: перейти через линию фронта и взять языка — немецкого офицера, о котором известно лишь, что он носит чин майора и всюду возит с собой свою любимую собачку и патефон. Калтыгин вынужден взять с собой на задание своих новых бойцов, хотя и считает, что они ещё недостаточно подготовлены. Успешно пробравшись в нужный район, группа сразу же обнаруживает немецкого офицера с небольшой собакой на руках. Проследив за ним, разведчики видят, что он заходит в дом и заводит патефон. Уже захватив его, они узнают, что нужный им офицер — майор Крюгер — уехал на 2 дня, а захваченный — это интендант Зиттнер, на которого тот оставил свою собаку и разрешил слушать патефон. Калтыгин хочет убить немца, но тот умоляет пощадить его, говоря, что он знает много важной информации о перемещении немецких эшелонов. Группе приходится идти через болото, окружённое немцами, а затем вступить в перестрелку с ними. В ходе боя разведчикам удаётся подстрелить нескольких немцев и уйти, но Зиттнера ранят. Доставив языка в штаб, Калтыгин говорит генералу (Валерий Баринов), что этот человек может умереть, а сведения, которые он может сообщить, очень важны, и генерал приказывает своему личному шофёру отвезти раненого в госпиталь. Немца допрашивают прямо в госпитале, а разведчиков отправляют на допрос к дознавателю (Андрей Зибров). Первым допрашивают Филатова, затем Калтыгина (которого после допроса отправляют под арест), а последним «Бобрикова». Внезапно во время допроса дознаватель называет Алексея Рудольфом Шнапсом, говорит, что он немецкий диверсант, и показывает папку с личным делом и маленькой фотографией настоящего Бобрикова, который на него не похож.

### 2 серия
Калтыгин возвращается в часть с новым званием капитана и докладывает младшим сержантам, что их переводят в распоряжение Чеха (Александр Лыков).

### 3 серия
За отличное выполнение операции Бобриков и Филатов получают внеочередные звания младших лейтенантов. Группа Калтыгина получает задание уничтожить архив обкома партии, находящийся в железнодорожном вагоне, забытом при эвакуации на крупном перевалочном узле, теперь контролируемом немцами — станции Белокаменная.

### 4 серия
Калтыгина, Бобрикова и Филатова готовят к выполнению спецзадания и засылают на оккупированную территорию Польши.

## Критика
Телесериал вызвал критику со стороны ветеранов войны и других телезрителей.

Фильм бомба!!!— «Литературная газета» от 15 сентября 2005 года, комментарий А. Смирнова